# Microascus
Microascus Zukal – rodzaj workowców. Grzyby mikroskopijne.

## Systematyka i nazewnictwo
Pozycja w klasyfikacji według Index Fungorum
Microascaceae, Microascales, Hypocreomycetidae, Sordariomycetes, Pezizomycotina, Ascomycota, Fungi.
Taksonomia
Takson utworzył Hugo Zukal w 1886 r. Synonimy:

- Acaulium Sopp 1912
- Fairmania Sacc. 1906
- Masonia G. Sm. 1952
- Masoniella G. Sm. 1952
- Nephrospora Loubière 1923
- Peristomium Lechmere 1912
- Phaeoscopulariopsis M. Ota 1928
- Scopulariopsis Bainier 1907
- Synpenicillium Costantin 1888

Takson Microascus utworzono przez wyłączenie z rodzaju Scopulariopsis tych gatunków, które tworzą teleomorfy.
Niektóre gatunki
- Microascus brevicaulis S.P. Abbott 1998
- Microascus desmosporus (Lechmere) Curzi 1931
- Microascus longirostris Zukal 1886
- Microascus manginii (Loubière) Curzi 1931

Nazwy naukowe na podstawie Index Fungorum.